# Thomas Percy (Bischof, um 1332)
Thomas Percy (auch Thomas de Percy; * um 1332; † 8. August 1369) war ein Bischof des englischen Bistums Norwich.

## Herkunft und Karriere als Geistlicher
Thomas Percy entstammte der anglonormannischen Familie Percy. Er wurde als fünfter Sohn von Henry Percy, 2. Baron Percy und von dessen Frau Idonea of Clifford, einer Tochter von Robert de Clifford, 1. Baron de Clifford geboren. Als jüngerer Sohn wurde er für eine geistliche Karriere ausersehen. Nach seinem Studium in Oxford wurde er bereits im Juni 1351 Kanoniker in Chester-le-Street im Bistum Durham. Wegen seiner Jugend benötigte er für seine Pfründe einen päpstlichen Dispens, den er aufgrund der Fürsprache von Königin Philippa, der Königinmutter Isabelle und der Earls of Lancaster und Arundel erhielt.
Henry of Grosmont, 4. Earl of Lancaster, der Schwager seines ältesten Bruders Henry Percy, führte Ende 1354 eine englische Delegation an den Papsthof nach Avignon, wo sie Verhandlungen mit Frankreich führten. Als der ebenfalls zur Delegation gehörende William Bateman, Bischof von Norwich, Anfang Januar in Avignon starb, ergriff Lancaster die Gelegenheit, Papst Innozenz VI. um die Ernennung seines 23-jährigen Verwandten Thomas Percy zum neuen Bischof von Norwich zu bitten. Der Papst stimmte der Bitte zu und ernannte Percy am 4. Februar 1355 zum neuen Bischof. Am 14. April 1355 erhielt Percy die Temporalien und am 3. Januar 1356 wurde er zum Bischof geweiht.

## Wirken als Bischof
Trotz seiner Herkunft aus einer hochadligen Familie und trotz seiner Jugend gibt es kein Zeichen dafür, dass Percy, gemessen an den damaligen Maßstäben, kein kompetenter und gewissenhafter Bischof war. Sein Bistum Norwich in Norfolk lag völlig außerhalb des Einflussgebietes seiner Familie, dennoch unterstützte er politisch nach Möglichkeit seinen Bruder Henry. Am 1. Februar 1362 war er in Westminster anwesend, als König Eduard III. einen Bündnisvertrag mit Kastilien bestätigte. Vermutlich aufgrund seiner Jugend erhielt er jedoch keine weltlichen Ämter. Mit Ausnahme eines Parlaments war er von 1363 bis zu seinem Tod im Parlament Prüfer von Petitionen.
In Norwich förderte er die Umgestaltung der Chorfenster der Kathedrale. Er starb möglicherweise an der Pest, die in seinem Todesjahr wieder in England ausgebrochen war. Sein Testament ist, abgesehen von Verfügungen für enge Verwandte, bemerkenswert. Abgesehen von Verfügungen für enge Verwandte stiftet er sein Vermögen für die Armen und auch für die Dienstboten seines Haushalts.